# Amar te duele
Amar te duele és una pel·lícula mexicana de l'any 2002, protagonitzada per Martha Higareda i Luis Fernando Peña. La cinta relata sobre una jove de classe alta anomenada Renata (Higareda) que s'enamora d'un jove de classe baixa anomenat Ulises (Peña). Les diferències de classe social d'ambdós protagonistes originen un amor impossible. La pel·lícula va causar una certa polèmica a causa de les posicions socials i la discriminació entre classes que tracta de recrear. El film es va tornar un clàssic de la cultura pop a Mèxic.
Segons el director, Amar te duele està basada en Romeu i Julieta, l'obra de teatre clàssica de William Shakespeare. És una versió que tracta de reflectir la vida quotidiana dels joves mexicans, posant èmfasis en la discriminació que existeix al país i la intolerància originada per la situació econòmica.

## Argument
La història comença en un entorn suburbi de la Ciutat de Mèxic amb Ulisses (Luis Fernando Peña), el pare del qual Martín (Eligio Meléndez) ven roba en el mercat. Està acostumat a viure amb humilitat, ja que pertany a una classe baixa i podria considerar-se un "naco". L'entorn d'Ulisses és un de les drogues, el crim i el grafiti, la seva gran passió. Un dia, Ulisses i els seus amics decideixen anar al centre comercial Santa Fe a jugar a Qzar, un joc de pistola làser. En el joc, Ulises es troba amb Francisco (Alfonso Herrera), un noi de classe alta, que és el xicot de Renata (Martha Higareda). Els "nacos" de classe baixa i els joves de classe alta comencen a barallar-se després que Francisco els insulti. La baralla acaba en empentes i cops que només danyen l'orgull de Francisco.
La vida d'Ulises dona un gir inesperat quan coneix a Renata, una noia també de classe alta. Renata està comprant roba amb la seva amiga i confident "La Güera" i la seva germana alcohòlica més jove, Mariana (Ximena Sariñana); quan de sobte creua mirades seductores amb Ulises a través d'un aparador. Ulises se sent estrany i profundament atret per aquesta noia i no sap per què. Malgrat conèixer les diferències socioeconòmiques entre ells, aguaita Renata i les seves companyes. L'amiga de Renata s'atreveix a reptar Renata a besar a Ulises. Ulises i Renata comparteixen un apassionat petó. Després d'això, Ulises continua aguaitant les noies per a esbrinar més sobre Renata.
Ulisses torna a trobar-se amb Francisco mentre segueix Renata. Francisco s'adona que Ulisses ha estat seguint Renata i li ordena als seus guardaespatlles que l'atrapin. Tots dos recorden la seva primera trobada al Qzar, fent que Francisco assalti Ulises. Renata tracta de detenir la baralla, però abans que pugui, Ulises aconsegueix escapar del centre comercial. Ja a casa, Armando (Pedro Damián), el pare de Renata i Mariana, adverteix estrictament a Renata sobre no relacionar-se amb persones que no són del seu estatus social.
Ulises no pot deixar de pensar en Renata i la busca, sabent que sempre visita el centre comercial. Ulises recupera l'esperança quan, de fet, torna a veure Renata. Aquesta vegada, ella està amb la seva mare Esther (Patricia Bernal), pel que conèixer-la és més difícil. Ulises aprofita la negligència de la mare de Renata per acostar-se i parlar amb ella. Renata li dona el seu número de telèfon a Ulisses per organitzar una reunió futura.
Uns dies després, Ulisses truca Renata a la seva casa, una residència molt gran i elegant, i li diu que encengui la seva ràdio. Es revela que ell havia trucat a un programa de ràdio i li havia dedicat una cançó. Ell convidarà Renata a una cita. Renata accepta, i "La Güera" es converteix en la seva còmplice, mantenint la relació en secret i proporcionant una excusa per les sortides de Renata; la cita es duu a terme en el mateix lloc que es van conèixer, el centre comercial Santa Fe. Segueixen múltiples cites clandestines fins que es converteixen en un element. L'incòmode desequilibri entre les classes socials d'Ulises i Renata desferma desacords entre Mariana i els seus amics de la classe alta contra els amics "naco" d'Ulisses. Ulises i Renata estan preocupats per aquests esdeveniments, però decideixen ignorar-los pel bé de continuar la seva relació.
Durant un temps, Ulises i Renata es van fer inseparables, que fins i tot falten a l'escola per passar més temps junts. Els regals d'Ulises a Renata van des de retrats del seu rostre, fets a mà pel mateix Ulises, fins als enormes grafittis pintats a les parets fets especialment per a ella. Francisco s'assabenta i es proposa venjar-se d'Ulisses per gelosia; envia als seus guardaespatlles per colpejar-lo a l'escola de Renata, on Ulisses l'havia estat deixant després de les seves cites i Renata no pot fer res per a evitar la pallissa.
Quan Ulises mostra les seves ferides a la seva mare Claudia (Zaide Silvia Gutiérrez), i ella li aconsella que deixi de veure Renata. Mentrestant, la reacció dels amics "nacos" d'Ulisses és més radical i recluten a uns pandillers per a anar a escola de Renata i venjar-se dels joves de classe alta. Els pandillers "nacos" de classe baixa comencen a colpejar als joves de classe alta en una confrontació massiva i sagnant i molts dels joves de classe alta van resultar ferits, inclòs el xicot de "La Güera", que acaba a l'hospital. Això arriba a les oïdes dels pares de Renata, que li havien prohibit veure a Ulisses de nou. Ella tracta de defensar la seva relació, però els seus pares no l'entenen. Renata està completament aïllada del món exterior, així que quan finalment aconsegueix enviar un missatge a Ulisses, només per a acomiadar-se, perquè ha decidit que és el millor per a tots dos. Ulises pensa que ella ja no l'estima, però el que Renata realment vol és protegir-lo. Ulisses no es pren bé la decisió de Renata i comença a plorar i lamentar-se, causant que Ulissrs estigui a punt de tornar-se. Els seus amics tracten de consolar-lo, però els seus esforços són inútils ja que l'única cosa que podria tranquil·litzar-lo és estar al costat de Renata novament.
Ulises està decidit a veure Renata novament, malgrat l'oposició dels seus pares, es puja al sostre de la casa de Renata i va a la seva habitació on la seva trobada culmina físicament. Després de la seva reunió, decideixen anar-se'n plegats a Acapulco, on res ni ningú pugui impedir el seu amor. Mariana escolta els seus plans i crida a Francisco per a dir-li-ho.
Abans d'anar-se, Ulises se'n va a casa i deixa als seus pares la major part dels diners que va guanyar des que va començar a treballar. La parella va a l'estació d'autobusos i just quan Ulises i Renata estan a punt d'anar-se, Francisco i Mariana apareixen per evitar que escapin. Desesperat per mantenir Renata, Francisco treu una pistola i amenaça amb matar a Ulises si no es detenen. Ulises no té por, així que desafia a Francisco a que ho faci, però inesperadament, Francisco, que no té experiència en l'ús d'armes, dispara accidentalment a Renata. Uns moments després, Renata mor als braços d'Ulisses, però no abans de dir-li que l'estima. Ulisses entra en xoc i es nega a acceptar la seva mort i la pèrdua de l'amor de la seva vida.
L'última escena es mostra a Ulisses plorant al costat de la tomba de Renata.

## Repartiment
- Luis Fernando Peña com Ulises.
- Martha Higareda com Renata.
- Ximena Sariñana com Mariana.
- Andrea Damián com Paulina.
- Armando Hernández com Genaro.
- Daniela Torres com Beatriz “La China”.
- Karla Belmont com Mariza.
- Alfonso Herrera com Francisco.
- Patricia Bernal como Esther, mare de Renata i Mariana.
- Pedro Damián com Armando, pare de Renata u Mariana.
- Zaide Silvia Gutiérrez com Claudia, mare d'Ulises.
- Eligio Meléndez com Martín, pare d'Ulises.
- Julio Escalero com Joel “El Choff”.
- Cristian Magaloni com Diego.
- José María de Tavira com Alejandro.
- Enrique Hernández Barrera com Borrego.
- Lucía Paillés com Mimí.
- Laura Beyer comoMestra.
- Eduardo Pueblo com Moy.
- Sofía Sánchez Navarro com Locutora de ràdio.
- Héctor Aréva com Octavio.
- Paris Roa com Goyo.

## Premis
Amar te duele i el seu repartiment han estat nominats moltes vegades a importants premis. En la XLV edició dels Premis Ariel va ser nominada en les categories de Millor Actor (Luis Fernando Peña), Millor Partitura Original (Enrique Quezadas) i Millor Actor de Repartiment (Armando Hernandez); i als premis MTV Movie Awards per a l'actor favorit (Luis Fernando Peña) i l'escena més sexy (Martha Higareda).
La pel·lícula també ha obtingut nombrosos premis del premi del públic per Fernando Sariñana al Chicago Latino Film Festival (2004); el premi MTV Movie a l'actriu favorita (Martha Higareda), la pel·lícula preferida, la cançó preferida per a una pel·lícula (Natalia Lafourcade) i el vilà favorit (Alfonso Herrera) als MTV Movie Awards Mèxic; la Diosa de plata a la millor música (Enrique Quezadas), millor debutant (Martha Higareda) i millor actor secundari (Armando Hernández) dels periodistes de cinema mexicans; i, com a mínim, el premi al millor actor (Luis Fernando Peña) en el Festival internacional de Pel·lícules d'Amor de Mons.

## Banda sonora
Disc Un
1. Natalia Lafourcade - Amarte Duele
2. Zoé - Soñé
3. Kinky - Más
4. Pulpo - Caliente
5. Diábolo - La Negra
6. Genitallica - Funeral Reggae
7. Los Pulpos - Guanabí
8. Natalia Lafourcade - En el 2000
9. Mario Domm - Tú Tienes Un Lugar
10. Ximena Sariñana - Cuento

Disc Dos
1. Los Pulpos - Malo
2. Diábolo - Te Ofrecí
3. Volován - No Quieres Venir
4. Ximena Sariñana - Mañana No Es Hoy
5. Natalia Lafourcade (amb León Larregui) - Llevarte A Marte
6. Natalia Lafourcade - Amarte Duele (Acústica)
7. Ximena Sariñana - Las Huellas
8. Elefante - Sabor A Chocolate
9. Natalia Lafourcade - El Destino
10. Fey - The Other Side (DJ Grego E-Latin Club)